# 平戸祐介
平戸 祐介（ひらど ゆうすけ）は、長崎県出身のジャズ・ピアニスト。quasimode（クオシモード、2015年2月より活動休止中）のリーダーを務める。

## 略歴
長崎県 長崎市 生まれ。
父親は長崎市内でジャズ喫茶『コンボ』を経営（現在は閉店）、母親はクラシックピアノの講師であり、4歳からピアノを始める。
父親がジャズ喫茶を経営していた関係で父親の所有する膨大なジャズ・レコードを聴きながら育ち、中学生の頃からジャズ・ピアニストとして活動を開始。
高校（長崎・海星高）時代には、ニューヨーク・マンハッタン音楽院のサマー・ ワークショップで トップレベル・コンボに抜擢され、最優秀賞を獲得。
同校卒業後渡米し、ニューヨークにあるニュースクール大学ジャズ科に進み、ウォルター・ビショップ・ジュニアに師事する。
1995年 リチャード・デイヴィス (Bs)、ウィナード・ハーパー (Ds)と共演、ジャパン・ツアーで成功を収める。
1996年 ハイネケン・ジャズ・コンペティション・ピアノ部門優勝。
1999年 ニュースクール大学卒業後に帰国。九州を拠点に演奏活動をスタートする。
2001年 上京し、自身率いるquasimodeを結成。国内外屈指のアーティスト群と共演を果たす。
2012年 自身初となるソロ作品『Speak Own Words』（ユニバーサルミュージック）をリリース。 
2015年2月  個人活動を充実させるべく、quasimodeが無期限で活動を休止。
2015年  ピアノ・ソロによるセカンド・アルバム『Voyage』をリリース。
2015年4月　FM長崎で自身のレギュラー番組『YUSUKE HIRADO Radio Mono Creation』（毎週金曜19:30~19:55）がスタート。
2017年  ソロ・プロジェクト『Yusuke Hirado Prospect』始動。同年には、Yusuke Hirado Prospectの第一弾作品『Heritage』（CASIO Mono-Creationレーベル）をリリース。
2019年  自身初の教則本『3年後、確実にジャズピアノが弾ける練習法』（リットーミュージック）をリリース。
2019年10月  FM長崎で自身のレギュラー番組名を『Yusuke Hirado MUSIC HORIZON』（毎週金曜19:30~19:55）に変更。
2019年  AT HOME SOUNDより自身のサード・アルバム『Tower Of Touch』をリリース。
2020年12月 長崎バスグループ（株）と手を組み 長崎・出島にて音楽事業『DEJIMA MUSIC HERITAGE』を立ち上げる。
2021年  自身初の7インチ盤をAT HOME SOUNDよリリース（Ryuhei The Man RE-EDIT）。
2022年  Z世代との融合を極めた『Higher&Higher』をAT HOME SOUNDよりリリース。
2023年  自身の音楽レーベル『GENESIS RECORDINGS』を立ち上げる。
2023年  都市型ジャズフェス『長崎シティジャズ』を立ち上げ、総合プロデューサー就任。同年12月9.10日 2Days 第1回長崎シティジャズを開催。両日合わせて、8万3000人が来場する。

## 作品
- http://yusukehirado.net/discography.html